# あさまる
『あさまる』は、信越放送（SBCラジオ）で2024年4月1日から放送されているラジオ番組。

## 概要
押さえておきたい朝の大事な情報を伝える番組として、ニュース、天気予報、各種コラム、ラジオカーレポートなどで構成される。
21年続いた「モーニングワイド ラジオJ」の後継番組として2024年4月から放送開始。放送開始から半年は、「丸山隆之のあさまる」という番組名で丸山隆之が月曜から金曜まで担当。2024年10月から金曜日のみ「飯塚敏文のあさまるFriday」という番組名で飯塚敏文が担当した。2025年4月よりパーソナリティに関係なく番組名は「あさまる」になった。

## 放送内容
2025年4月現在
- 6:32 ヘッドラインニュース
- 6:35 天気予報
- 7:00 ニュース・天気予報
- 7:10 お早う!ニュースネットワーク（ニッポン放送制作）
- 7:30 天気予報・交通情報
- 7:35 あさまるコラム
  - 火曜（第2・4週）信州ものづくり紹介
  - 金曜（第1週）信大SBC防災プロジェクト
- 7:45 スポーツニュース
- 7:50 曜日別コーナー【録音】
  - 中谷彰宏のビジネスサプリ（月曜・金曜）
  - 高野登のホスピタリティってなんだろう？（火曜）
  - 信州経済・早耳ラジオ（水曜）
  - 中川美紀の気分よく働こう!（木曜）
- 7:55 ニュース
- 8:00 話題のアンテナ 日本全国8時です（TBSラジオ制作）
- 8:15 あさまるトーク
  - 金曜（第2・4週）ミライの経営ナビ 聞いて納得! 経営とお金の話
  - 金曜（第3週）働く仲間の応援団
- 8:25 ラジオカー・レポート
- 8:30 天気予報・交通情報

## 出演者
現在
- 月・火・水　担当　丸山隆之（2024年4月1日 - ）
- 木・金　担当　飯塚敏文（2024年10月 - ）

### パーソナリティーの変遷
| 期間              | 月       | 火       | 水       | 木       | 金       |
| ----------------- | -------- | -------- | -------- | -------- | -------- |
| 2024.04 - 2024.09 | 丸山隆之 | 丸山隆之 | 丸山隆之 | 丸山隆之 | 丸山隆之 |
| 2024.10 - 2025.03 | 丸山隆之 | 丸山隆之 | 丸山隆之 | 丸山隆之 | 飯塚敏文 |
| 2025.04 -         | 丸山隆之 | 丸山隆之 | 丸山隆之 | 飯塚敏文 | 飯塚敏文 |